# Куруглиев, Даурен Халидович
Дауре́н Хали́дович Куругли́ев (лезг. Куругълиярин Халидан Даурен греч. Νταουρέν Χαλίντοβιτς Κουρούγκλιεφ, 12 июля 1992 года) — греческий (до 2023 года российский) борец вольного стиля лезгинского происхождения. Бронзовый призёр летних Олимпийских игр 2024 года. Чемпион России (2018, 2020), четырёхкратный чемпион Европы по вольной борьбе (2017, 2023, 2024 и 2025 годов). Чемпион Европейских игр 2019 года. Мастер спорта России международного класса. Выступает в весовой категории 86 кг.

## Биография
Родился 12 июля 1992 г. в Дербенте, родом из селения Цнал Хивского района Республики Дагестан. По национальности — лезгин. Племянник бронзового призёра чемпионата мира по вольной борьбе (2005) Магомеда Куруглиева. Двоюродный брат казахстанского борца Камиля Куруглиева. Имя Даурен получил от имени тренера Магомеда — Даурена Атамкулова. Представитель спортшколы «СШОР имени Гамида Гамидова», г. Махачкала. Тренер: Гайдар Гайдаров. В 2016 году окончил факультет физической культуры Чувашского государственного педагогического университета им. И. Я. Яковлева. В том же году ему было присвоено высшее спортивное звание «Мастер спорта России международного класса».
В мае 2017 года Даурен Куруглиев, выступавший в весовой категории до 86 кг, одержал победу на чемпионате Европы, который проходил в сербском Нови-Саде. В финале Куруглиев победил осетина Александра Гостиева (6:0). Куруглиева могли снять с финала, так как во время схватки у него пошла кровь из носа. Кровотечение не могли остановить больше трех минут, а по правилам вольной борьбы, если помощь борцу оказывают четыре минуты, то поединок останавливают.
С апреля 2023 года представляет Грецию.

В апреле 2023 года, выступая за сборную Греции в весовой категории до 86 кг, одержал победу на чемпионате Европы в Загребе. В финале победил прошлогоднего чемпиона Европы в этом весе Майлза Амина.
В апреле 2025 года на чемпионате Европы в Братиславе в весовой категории до 92 кг завоевал золотую медаль. В финальной схватке одолел соперника из Азербайджана Османа Нурмагомедова.

## Достижения
- Чемпионат Европы по борьбе 2025 (Братислава);
- Олимпийские игры 2024;
- Чемпионат Европы по борьбе 2024 (Бухарест);
- Чемпионат Европы по борьбе 2023 (Загреб);
- Гран-при «Иван Ярыгин» 2022 (Красноярск);
- Чемпионат России по вольной борьбе 2021 (Улан-Удэ);
- Индивидуальный кубок мира по борьбе 2020 (Белград);
- Чемпионат России по вольной борьбе 2020 (Наро-Фоминск);
- Гран-при «Иван Ярыгин» 2020 (Красноярск);
- Мемориал Динмухамеда Кунаева-2019 (Казахстан);
- Мемориал В. Циалковского-2019 (Варшава);
- II Европейские игры 2019 (Минск);
- Мемориал Али Алиева 2019 (Каспийск);
- Кубок мира 2019 (Якутск);
- Гран-при «Иван Ярыгин» 2019 (Красноярск);
- Чемпионат России по вольной борьбе 2018 (Одинцово);
- Мемориал Али Алиева 2018 (Каспийск);
- Кубок Рамзана Кадырова 2017 (Грозный)[8];
- Чемпионат Европы по борьбе 2017 (Нови-Сад);
- Гран-при «Иван Ярыгин» 2017 (Красноярск);
- Мемориал Али Алиева 2016 (Каспийск);
- Гран-при «Иван Ярыгин» 2016 (Красноярск);
- Межконтинентальный кубок 2015 (Хасавюрт);
- Кубок Рамзана Кадырова 2015 (Грозный);
- Мемориал Али Алиева 2015 (Каспийск);
- Гран-при «Иван Ярыгин» 2015 (Красноярск);
- Межконтинентальный кубок 2014 (Хасавюрт);
- Кубок Рамзана Кадырова 2013 (Грозный);
- Гран-при «Иван Ярыгин» 2012 (Красноярск) (74 кг)[9]